# Пјер-Иг Ербер
Пјер-Иг Ербер (фр. Pierre-Hugues Herbert; рођен 18. марта 1991. у Шилтигему, Француска) је француски тенисер. Најбољи пласман на АТП листи у појединачној конкуренцији остварио је 11. фебруара 2019. када је заузимао 36. место, док је у конкуренцији парова био други тенисер света на дан 11. јула 2016.
У каријери је освојио 23 АТП титуле у конкуренцији парова. Са Николом Маијем освојио је Отворено првенство Аустралије 2019. Њих двојица су тако комплетирали каријерни гренд слем и постали осми дубл у историји са тим достигнућем. Раније су тријумфовали на Отвореном првенству САД 2015, Вимблдону 2016 и Ролан Гаросу 2018. Пети гренд слем са Маијем освојио је на Ролан Гаросу 2021, чиме су постали први француски пар са две титуле у Паризу.
Успео је да се квалификује (са Маијем) за Завршно првенство сезоне у Лондону пет пута узастопно (2015–2019).
У финалима турнира мастерс 1000 серије (са Маијем) има седам победа и два пораза. У року од пет година са Маијем је освојио Завршно првенство сезоне, сва четири гренд слема и седам од девет турнира мастерс 1000 серије. Браћи Брајан је за исто достигнуће требало девет година да би то коначно успели 2007.
Достигао је девето место у јуниорском ранкингу 26. октобра 2009. Исте године је са Кевином Кравицом освојио јуниорски Вимблдон у конкуренцији парова.

## Гренд слем финала

### Парови: 6 (5:1)
| Исход     | Бр. | Година | Турнир          | Подлога | Партнер    | Противници                        | Резултат           |
| --------- | --- | ------ | --------------- | ------- | ---------- | --------------------------------- | ------------------ |
| Финалиста | 1.  | 2015.  | ОП Аустралије   | Тврда   | Никола Маи | Симоне Болели Фабио Фоњини        | 4:6, 4:6           |
| Победник  | 1.  | 2015.  | ОП САД          | Тврда   | Никола Маи | Џејми Мари Џон Пирс               | 6:4, 6:4           |
| Победник  | 2.  | 2016.  | Вимблдон        | Трава   | Никола Маи | Жилијен Бенето Едуар Роже-Васелен | 6:4, 7:6(7:1), 6:3 |
| Победник  | 3.  | 2018.  | Ролан Гарос     | Шљака   | Никола Маи | Оливер Марах Мате Павић           | 6:2, 7:6(7:4)      |
| Победник  | 4.  | 2019.  | ОП Аустралије   | Тврда   | Никола Маи | Хенри Континен Џон Пирс           | 6:4, 7:6(7:1)      |
| Победник  | 5.  | 2021.  | Ролан Гарос (2) | Шљака   | Никола Маи | Александар Бублик Андреј Голубјев | 4:6, 7:6(7:1), 6:4 |

## Финала завршног првенства сезоне

### Парови: 3 (2:1)
| Исход     | Бр. | Година | Турнир | Подлога   | Партнер    | Противници               | Резултат          |
| --------- | --- | ------ | ------ | --------- | ---------- | ------------------------ | ----------------- |
| Финалиста | 1.  | 2018.  | Лондон | Тврда (д) | Никола Маи | Мајк Брајан Џек Сок      | 7:5, 1:6, [11:13] |
| Победник  | 1.  | 2019.  | Лондон | Тврда (д) | Никола Маи | Равен Класен Мајкл Винус | 6:3, 6:4          |
| Победник  | 2.  | 2021.  | Торино | Тврда (д) | Никола Маи | Раџив Рам Џо Салисбери   | 6:4, 7:6(7:0)     |

## Финала АТП мастерс 1000 серије

### Парови: 9 (7:2)
| Исход     | Бр. | Година | Турнир       | Подлога   | Партнер    | Противници                  | Резултат              |
| --------- | --- | ------ | ------------ | --------- | ---------- | --------------------------- | --------------------- |
| Победник  | 1.  | 2016.  | Индијан Велс | Тврда     | Никола Маи | Вашек Поспишил Џек Сок      | 6:3, 7:6(7:5)         |
| Победник  | 2.  | 2016.  | Мајами       | Тврда     | Никола Маи | Равен Класен Раџив Рам      | 5:7, 6:1, [10:7]      |
| Победник  | 3.  | 2016.  | Монте Карло  | Шљака     | Никола Маи | Џејми Мари Бруно Соарес     | 4:6, 6:0, [10:6]      |
| Финалиста | 1.  | 2016.  | Париз        | Тврда (д) | Никола Маи | Хенри Континен Џон Пирс     | 4:6, 6:3, [6:10]      |
| Победник  | 4.  | 2017.  | Рим          | Шљака     | Никола Маи | Иван Додиг Марсел Гранољерс | 4:6, 6:4, [10:3]      |
| Победник  | 5.  | 2017.  | Монтреал     | Тврда     | Никола Маи | Рохан Бопана Иван Додиг     | 6:4, 3:6, [10:6]      |
| Победник  | 6.  | 2017.  | Синсинати    | Тврда     | Никола Маи | Џејми Мари Бруно Соарес     | 7:6(8:6), 6:4         |
| Победник  | 7.  | 2019.  | Париз        | Тврда (д) | Никола Маи | Карен Хачанов Андреј Рубљов | 6:4, 6:1              |
| Финалиста | 2.  | 2021.  | Париз (2)    | Тврда (д) | Никола Маи | Тим Пиц Мајкл Винус         | 3:6, 7:6(7:4), [9:11] |

## АТП финала

### Појединачно: 4 (0:4)
| Легенда                        |
| ------------------------------ |
| Гренд слем турнири (0:0)       |
| Завршно првенство сезоне (0:0) |
| АТП мастерс 1000 (0:0)         |
| АТП 500 (0:0)                  |
| АТП 250 (0:4)                  |

| Финала по подлози |
| ----------------- |
| Тврда (0:4)       |
| Шљака (0:0)       |
| Трава (0:0)       |

| Финала по локацији |
| ------------------ |
| Отворено (0:2)     |
| Дворана (0:2)      |

| Исход     | Бр. | Датум               | Турнир              | Подлога   | Противник        | Резултат           |
| --------- | --- | ------------------- | ------------------- | --------- | ---------------- | ------------------ |
| Финалиста | 1.  | 29. август 2015.    | Винстон-Сејлем, САД | Тврда     | Кевин Андерсон   | 4:6, 5:7           |
| Финалиста | 2.  | 30. септембар 2018. | Шенџен, Кина        | Тврда     | Јошихито Нишиока | 5:7, 6:2, 4:6      |
| Финалиста | 3.  | 10. фебруар 2019.   | Монпеље, Француска  | Тврда (д) | Жо-Вилфрид Цонга | 4:6, 2:6           |
| Финалиста | 4.  | 14. март 2021.      | Марсеј, Француска   | Тврда (д) | Данил Медведев   | 4:6, 7:6(7:4), 4:6 |

### Парови: 32 (23:9)
| Легенда                        |
| ------------------------------ |
| Гренд слем турнири (5:1)       |
| Завршно првенство сезоне (2:1) |
| АТП мастерс 1000 (7:2)         |
| АТП 500 (6:0)                  |
| АТП 250 (3:5)                  |

| Финала по подлози |
| ----------------- |
| Тврда (15:7)      |
| Шљака (4:1)       |
| Трава (4:1)       |

| Финала по локацији |
| ------------------ |
| Отворено (16:4)    |
| Дворана (7:5)      |

| Исход     | Бр. | Датум               | Турнир                     | Подлога   | Партнер         | Противници                        | Резултат               |
| --------- | --- | ------------------- | -------------------------- | --------- | --------------- | --------------------------------- | ---------------------- |
| Победник  | 1.  | 5. октобар 2014.    | Токио, Јапан               | Тврда     | Михал Пшисјежни | Иван Додиг Марсело Мело           | 6:3, 6:7(3:7), [10:5]  |
| Финалиста | 1.  | 31. јануар 2015.    | Мелбурн, Аустралија        | Тврда     | Никола Маи      | Симоне Болели Фабио Фоњини        | 4:6, 4:6               |
| Финалиста | 2.  | 13. јун 2015.       | Хертогенбос, Холандија     | Трава     | Никола Маи      | Иво Карловић Лукаш Кубот          | 2:6, 6:7(9:11)         |
| Победник  | 2.  | 21. јун 2015.       | Лондон, В. Британија       | Трава     | Никола Маи      | Марћин Матковски Ненад Зимоњић    | 6:2, 6:2               |
| Победник  | 3.  | 12. септембар 2015. | Њујорк, САД                | Тврда     | Никола Маи      | Џејми Мари Џон Пирс               | 6:4, 6:4               |
| Финалиста | 3.  | 27. септембар 2015. | Мец, Француска             | Тврда (д) | Никола Маи      | Лукаш Кубот Едуар Роже-Васелен    | 6:2, 3:6, [7:10]       |
| Победник  | 4.  | 20. март 2016.      | Индијан Велс, САД          | Тврда     | Никола Маи      | Вашек Поспишил Џек Сок            | 6:3, 7:6(7:5)          |
| Победник  | 5.  | 2. април 2016.      | Мајами, САД                | Тврда     | Никола Маи      | Равен Класен Раџив Рам            | 5:7, 6:1, [10:7]       |
| Победник  | 6.  | 17. април 2016.     | Монте Карло, Монако        | Шљака     | Никола Маи      | Џејми Мари Бруно Соарес           | 4:6, 6:0, [10:6]       |
| Победник  | 7.  | 19. јун 2016.       | Лондон, В. Британија (2)   | Трава     | Никола Маи      | Крис Гучиони Андре Са             | 6:3, 7:6(7:5)          |
| Победник  | 8.  | 9. јул 2016.        | Вимблдон, В. Британија     | Трава     | Никола Маи      | Жилијен Бенето Едуар Роже-Васелен | 6:4, 7:6(7:1), 6:3     |
| Финалиста | 4.  | 23. октобар 2016.   | Антверпен, Белгија         | Тврда (д) | Никола Маи      | Данијел Нестор Едуар Роже-Васелен | 4:6, 4:6               |
| Финалиста | 5.  | 6. новембар 2016.   | Париз, Француска           | Тврда (д) | Никола Маи      | Хенри Континен Џон Пирс           | 4:6, 6:3, [6:10]       |
| Победник  | 9.  | 21. мај 2017.       | Рим, Италија               | Шљака     | Никола Маи      | Иван Додиг Марсел Гранољерс       | 4:6, 6:4, [10:3]       |
| Победник  | 10. | 13. август 2017.    | Монтреал, Канада           | Тврда     | Никола Маи      | Рохан Бопана Иван Додиг           | 6:4, 3:6, [10:6]       |
| Победник  | 11. | 20. август 2017.    | Синсинати, САД             | Тврда     | Никола Маи      | Џејми Мари Бруно Соарес           | 7:6(8:6), 6:4          |
| Финалиста | 6.  | 6. јануар 2018.     | Пуна, Индија               | Тврда     | Жил Симон       | Робин Хасе Матве Миделкоп         | 6:7(5:7), 6:7(5:7)     |
| Победник  | 12. | 18. фебруар 2018.   | Ротердам, Холандија        | Тврда (д) | Никола Маи      | Оливер Марах Мате Павић           | 2:6, 6:2, [10:7]       |
| Победник  | 13. | 9. јун 2018.        | Ролан Гарос, Француска     | Шљака     | Никола Маи      | Оливер Марах Мате Павић           | 6:2, 7:6(7:4)          |
| Финалиста | 7.  | 18. новембар 2018.  | Лондон, В. Британија       | Тврда (д) | Никола Маи      | Мајк Брајан Џек Сок               | 7:5, 1:6, [11:13]      |
| Победник  | 14. | 4. јануар 2019.     | Доха, Катар                | Тврда     | Давид Гофен     | Робин Хасе Матве Миделкоп         | 5:7, 6:4, [10:4]       |
| Победник  | 15. | 27. јануар 2019.    | Мелбурн, Аустралија        | Тврда     | Никола Маи      | Хенри Континен Џон Пирс           | 6:4, 7:6(7:1)          |
| Победник  | 16. | 3. новембар 2019.   | Париз, Француска           | Тврда (д) | Никола Маи      | Карен Хачанов Андреј Рубљов       | 6:4, 6:1               |
| Победник  | 17. | 17. новембар 2019.  | Лондон, В. Британија       | Тврда (д) | Никола Маи      | Равен Класен Мајкл Винус          | 6:3, 6:4               |
| Победник  | 18. | 16. фебруар 2020.   | Ротердам, Холандија (2)    | Тврда (д) | Никола Маи      | Хенри Континен Јан-Ленард Штруф   | 7:6(7:5), 4:6, [10:7]  |
| Победник  | 19. | 18. октобар 2020.   | Келн 1, Немачка            | Тврда (д) | Никола Маи      | Лукаш Кубот Марсело Мело          | 6:4, 6:4               |
| Финалиста | 8.  | 23. мај 2021.       | Лион, Француска            | Шљака     | Никола Маи      | Иго Нис Тим Пиц                   | 4:6, 7:5, [8:10]       |
| Победник  | 20. | 12. јун 2021.       | Ролан Гарос, Француска (2) | Шљака     | Никола Маи      | Александар Бублик Андреј Голубјев | 4:6, 7:6(7:1), 6:4     |
| Победник  | 21. | 20. јун 2021.       | Лондон, В. Британија (3)   | Трава     | Никола Маи      | Рајли Опелка Џон Пирс             | 6:4, 7:5               |
| Финалиста | 9.  | 7. новембар 2021.   | Париз, Француска (2)       | Тврда (д) | Никола Маи      | Тим Пиц Мајкл Винус               | 3:6, 7:6(7:4), [9:11]  |
| Победник  | 22. | 21. новембар 2021.  | Торино, Италија (2)        | Тврда (д) | Никола Маи      | Раџив Рам Џо Салисбери            | 6:4, 7:6(7:0)          |
| Победник  | 23. | 6. фебруар 2022.    | Монпеље, Француска         | Тврда (д) | Никола Маи      | Лојд Гласпул Хари Хелиовара       | 4:6, 7:6(7:3), [12:10] |

## Остала финала

### Тимска такмичења: 2 (1:1)
| Исход     | Бр. | Датум                 | Турнир                     | Подлога   | Партнери                                          | Противници                                                  | Резултат | Извор |
| --------- | --- | --------------------- | -------------------------- | --------- | ------------------------------------------------- | ----------------------------------------------------------- | -------- | ----- |
| Победник  | 1.  | 24–26. новембар 2017. | Дејвис куп, Лил, Француска | Тврда (д) | Жо-Вилфрид Цонга Лука Пуј Ришар Гаске             | Давид Гофен Стив Дарси Рубен Бемелманс Јорис Де Лоре        | 3:2      | [ 8 ] |
| Финалиста | 1.  | 23–25. новембар 2018. | Дејвис куп, Лил, Француска | Шљака (д) | Лука Пуј Жереми Шарди Никола Маи Жо-Вилфрид Цонга | Марин Чилић Борна Ћорић Франко Шкугор Мате Павић Иван Додиг | 1:3      | [ 9 ] |